# Europees kampioenschap basketbal vrouwen 1958
Het 6e Europees kampioenschap basketbal vrouwen vond plaats van 9 tot 18 mei 1958 in Polen. 10 nationale teams speelden in Łódź om de Europese titel.

## Voorronde
De 10 deelnemende landen zijn onderverdeeld in drie poules, een met vier landen en twee met drie landen. De top twee van elke poule plaatsten zich voor de hoofdronde, de overige landen speelden om de zevende plaats.

### Groep A
| Datum  | Land                           | Score   | Land        |
| ------ | ------------------------------ | ------- | ----------- |
| 9 mei  | Duitse Democratische Republiek | 25 – 74 | Sovjet-Unie |
| 10 mei | Duitse Democratische Republiek | 29 – 51 | Frankrijk   |
| 11 mei | Sovjet-Unie                    | 66 – 41 | Frankrijk   |

| Groep A |                                |             |             |             |            |            |            |        |
| #       | Land                           | Wedstrijden | Wedstrijden | Wedstrijden | Doelpunten | Doelpunten | Doelpunten | Punten |
| #       | Land                           | G           | W           | V           | V          | T          | Saldo      | Punten |
| 1       | Sovjet-Unie                    | 2           | 2           | 0           | 140        | 66         | +74        | 4      |
| 2       | Frankrijk                      | 2           | 1           | 1           | 92         | 95         | -3         | 3      |
| 3       | Duitse Democratische Republiek | 2           | 0           | 2           | 54         | 125        | -71        | 2      |

### Groep B
| Datum  | Land        | Score   | Land        |
| ------ | ----------- | ------- | ----------- |
| 9 mei  | Hongarije   | 37 – 40 | Joegoslavië |
| 9 mei  | Nederland   | 32 – 81 | Polen       |
| 10 mei | Nederland   | 24 – 49 | Hongarije   |
| 10 mei | Joegoslavië | 47 – 67 | Polen       |
| 11 mei | Nederland   | 39 – 72 | Joegoslavië |
| 11 mei | Hongarije   | 40 – 56 | Polen       |

| Groep B |             |             |             |             |            |            |            |        |
| #       | Land        | Wedstrijden | Wedstrijden | Wedstrijden | Doelpunten | Doelpunten | Doelpunten | Punten |
| #       | Land        | G           | W           | V           | V          | T          | Saldo      | Punten |
| 1       | Polen       | 3           | 3           | 0           | 204        | 119        | +85        | 6      |
| 2       | Joegoslavië | 3           | 2           | 1           | 159        | 143        | +16        | 5      |
| 3       | Hongarije   | 3           | 1           | 2           | 126        | 120        | +6         | 4      |
| 4       | Nederland   | 3           | 0           | 3           | 95         | 202        | -107       | 3      |

### Groep C
| Datum  | Land       | Score   | Land              |
| ------ | ---------- | ------- | ----------------- |
| 9 mei  | Bulgarije  | 42 – 55 | Tsjecho-Slowakije |
| 10 mei | Oostenrijk | 20 – 67 | Tsjecho-Slowakije |
| 11 mei | Oostenrijk | 34 – 66 | Bulgarije         |

| Groep C |                   |             |             |             |            |            |            |        |
| #       | Land              | Wedstrijden | Wedstrijden | Wedstrijden | Doelpunten | Doelpunten | Doelpunten | Punten |
| #       | Land              | G           | W           | V           | V          | T          | Saldo      | Punten |
| 1       | Tsjecho-Slowakije | 2           | 2           | 0           | 122        | 62         | +60        | 4      |
| 2       | Bulgarije         | 2           | 1           | 1           | 108        | 89         | +19        | 3      |
| 3       | Oostenrijk        | 2           | 0           | 2           | 54         | 133        | -79        | 2      |

## Hoofdronde

### Groep X
| Datum  | Land              | Score   | Land              |
| ------ | ----------------- | ------- | ----------------- |
| 13 mei | Frankrijk         | 23 – 70 | Bulgarije         |
| 13 mei | Polen             | 50 – 61 | Joegoslavië       |
| 13 mei | Sovjet-Unie       | 52 – 46 | Tsjecho-Slowakije |
| 14 mei | Joegoslavië       | 39 – 79 | Sovjet-Unie       |
| 14 mei | Tsjecho-Slowakije | 68 – 40 | Frankrijk         |
| 14 mei | Bulgarije         | 53 – 48 | Polen             |
| 15 mei | Joegoslavië       | 37 – 63 | Bulgarije         |
| 15 mei | Sovjet-Unie       | 81 – 32 | Frankrijk         |
| 15 mei | Polen             | 59 – 61 | Tsjecho-Slowakije |
| 17 mei | Frankrijk         | 48 – 79 | Polen             |
| 17 mei | Joegoslavië       | 37 – 52 | Tsjecho-Slowakije |
| 17 mei | Bulgarije         | 54 – 51 | Sovjet-Unie       |
| 18 mei | Joegoslavië       | 64 – 48 | Frankrijk         |
| 18 mei | Bulgarije         | 55 – 44 | Tsjecho-Slowakije |
| 18 mei | Sovjet-Unie       | 65 – 60 | Polen             |

| Groep X |                   |             |             |             |            |            |            |        |
| #       | Land              | Wedstrijden | Wedstrijden | Wedstrijden | Doelpunten | Doelpunten | Doelpunten | Punten |
| #       | Land              | G           | W           | V           | V          | T          | Saldo      | Punten |
| 1       | Bulgarije         | 5           | 5           | 0           | 295        | 203        | +92        | 10     |
| 2       | Sovjet-Unie       | 5           | 4           | 1           | 328        | 231        | +97        | 9      |
| 3       | Tsjecho-Slowakije | 5           | 3           | 2           | 271        | 243        | +28        | 8      |
| 4       | Joegoslavië       | 5           | 2           | 3           | 238        | 292        | -54        | 7      |
| 5       | Polen             | 5           | 1           | 4           | 296        | 288        | +8         | 6      |
| 6       | Frankrijk         | 5           | 0           | 5           | 191        | 362        | -171       | 5      |

## Plaatsingswedstrijden 7e-10e plaats

### Groep X
| Datum  | Land                           | Score   | Land                           |
| ------ | ------------------------------ | ------- | ------------------------------ |
| 13 mei | Duitse Democratische Republiek | 35 – 53 | Hongarije                      |
| 14 mei | Nederland                      | 42 – 34 | Oostenrijk                     |
| 15 mei | Hongarije                      | 70 – 52 | Oostenrijk                     |
| 17 mei | Duitse Democratische Republiek | 42 – 44 | Nederland                      |
| 18 mei | Oostenrijk                     | 31 – 59 | Duitse Democratische Republiek |
| 18 mei | Nederland                      | 24 – 46 | Hongarije                      |

| Groep X |                                |             |             |             |            |            |            |        |
| #       | Land                           | Wedstrijden | Wedstrijden | Wedstrijden | Doelpunten | Doelpunten | Doelpunten | Punten |
| #       | Land                           | G           | W           | V           | V          | T          | Saldo      | Punten |
| 7       | Hongarije                      | 3           | 3           | 0           | 169        | 111        | +58        | 6      |
| 8       | Nederland                      | 3           | 2           | 1           | 110        | 122        | -12        | 5      |
| 9       | Duitse Democratische Republiek | 3           | 1           | 2           | 136        | 128        | +8         | 4      |
| 10      | Oostenrijk                     | 3           | 0           | 3           | 117        | 171        | -54        | 3      |

## Eindrangschikking
| Goud   | Bulgarije         |
| Zilver | Sovjet-Unie       |
| Brons  | Tsjecho-Slowakije |
| 4      | Joegoslavië       |
| 5      | Polen             |

| 6  | Frankrijk                      |
| 7  | Hongarije                      |
| 8  | Nederland                      |
| 9  | Duitse Democratische Republiek |
| 10 | Oostenrijk                     |

1938 · 
1950 · 
1952 · 
1954 · 
1956 · 
1958 · 
1960 · 
1962 · 
1964 · 
1966 · 
1968 · 
1970 · 
1972 · 
1974 · 
1976 · 
1978 · 
1980 · 
1981 · 
1983 · 
1985 · 
1987 · 
1989 · 
1991 · 
1993 · 
1995 · 
1997 · 
1999 · 
2001 · 
2003 · 
2005 · 
2007 · 
2009 · 
2011 · 
2013 · 
2015 · 
2017 · 
2019 · 
2021 · 
2023